# Гладких, Сергей Иванович
Сергей Иванович Гладких (1915 год, деревня Верхние Муллы, Верхнемуллинская волость, Пермский уезд, Пермская губерния, Российская империя — с. Верхние Муллы, 1965 год) — бригадир тракторной бригады Верхнемуллинской МТС, Герой Социалистического Труда (1947).

## Биография
Родился в 1915 году в крестьянской семье в селе Верхние Муллы Пермского уезда Пермской губернии (ныне — часть Индустриального района Перми).
После окончания средней школы работал в колхозе «Восход социализма». Окончив курсы комбайнёров, работал помощником комбайнёра и позднее — трактористом. В 1940 году был назначен бригадиром тракторной бригады Верхнемуллинской МТС.
Был удостоен в 1947 звания Героя Социалистического Труда за получение высокого урожая ржи и пшеницы.

## Награды
- Герой Социалистического Труда — указом Президиума Верховного Совета СССР от 19 марта 1947 года;
- Орден Ленина (1947);